# Гросс-Вальцерталь

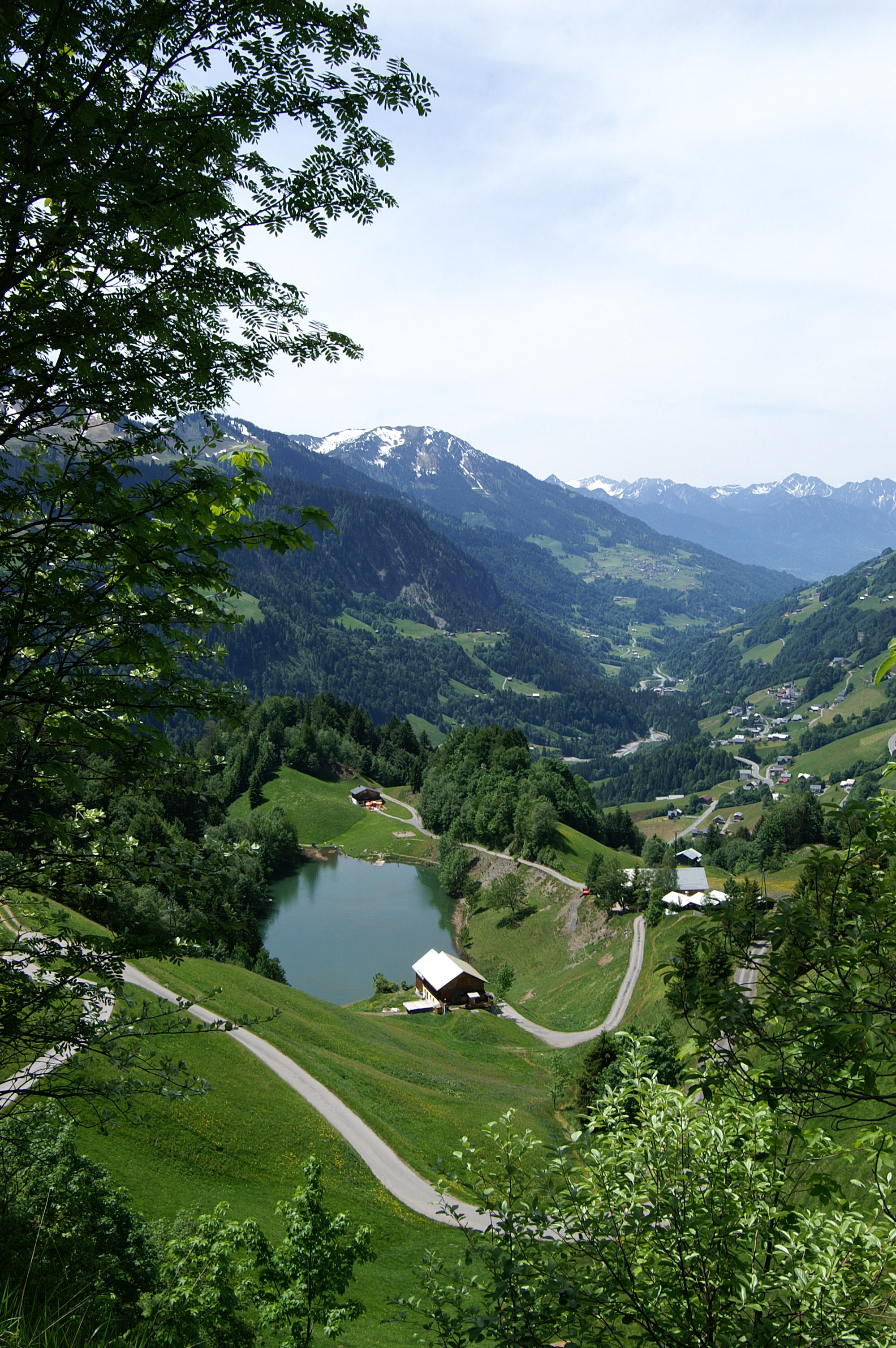
Долина Гросс-Вальцерталь

 Долина Гросс-Вальзерталь (нем. Großes Walsertal, Großwalsertal) — долина в Австрии, расположена на территории федеральной земли Форарльберга.

## Название

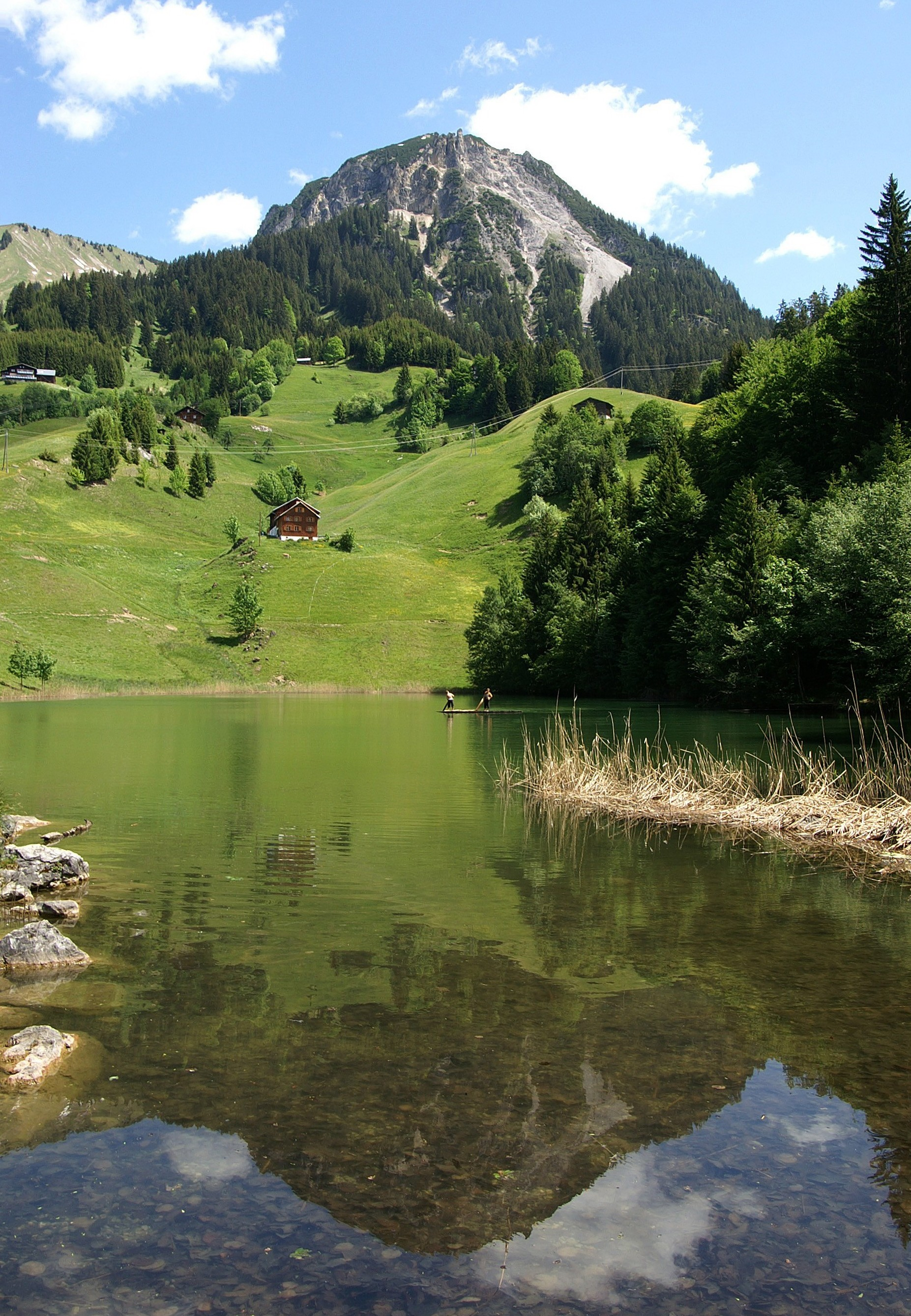
Долина Гросс-Вальзерталь

Название долины Großes Walsertal (рус. Большая Вальзерская Долина) происходит от имени эмигрантов из района современного швейцарского кантона Вале в долине реки Роны, которые поселились на территории современной долины Форарльберга в XIV веке и назывались вальзерами (нем.Walser).
Жители вальзерських исторических поселений на альпийских высотах, где была когда-то живой или остается живым язык, культура, экономика и историческое сознание, называются вальзерами.
23
Johannes Fuehre
.
Поселения вальзеров в Форарльберзне занимали четверть всей территории земельного округа: вальзеры поселились не только в Долине Гросс-Вальзерталь, но и в Латернсерталь — восточной части Рейнской Долины, Дамюльсе, Долине Бранднерталь, Долине Зильберталь и Долине Кляйн-Вальцерталь (рус.  Малая Вальзерськая Долина).

## География

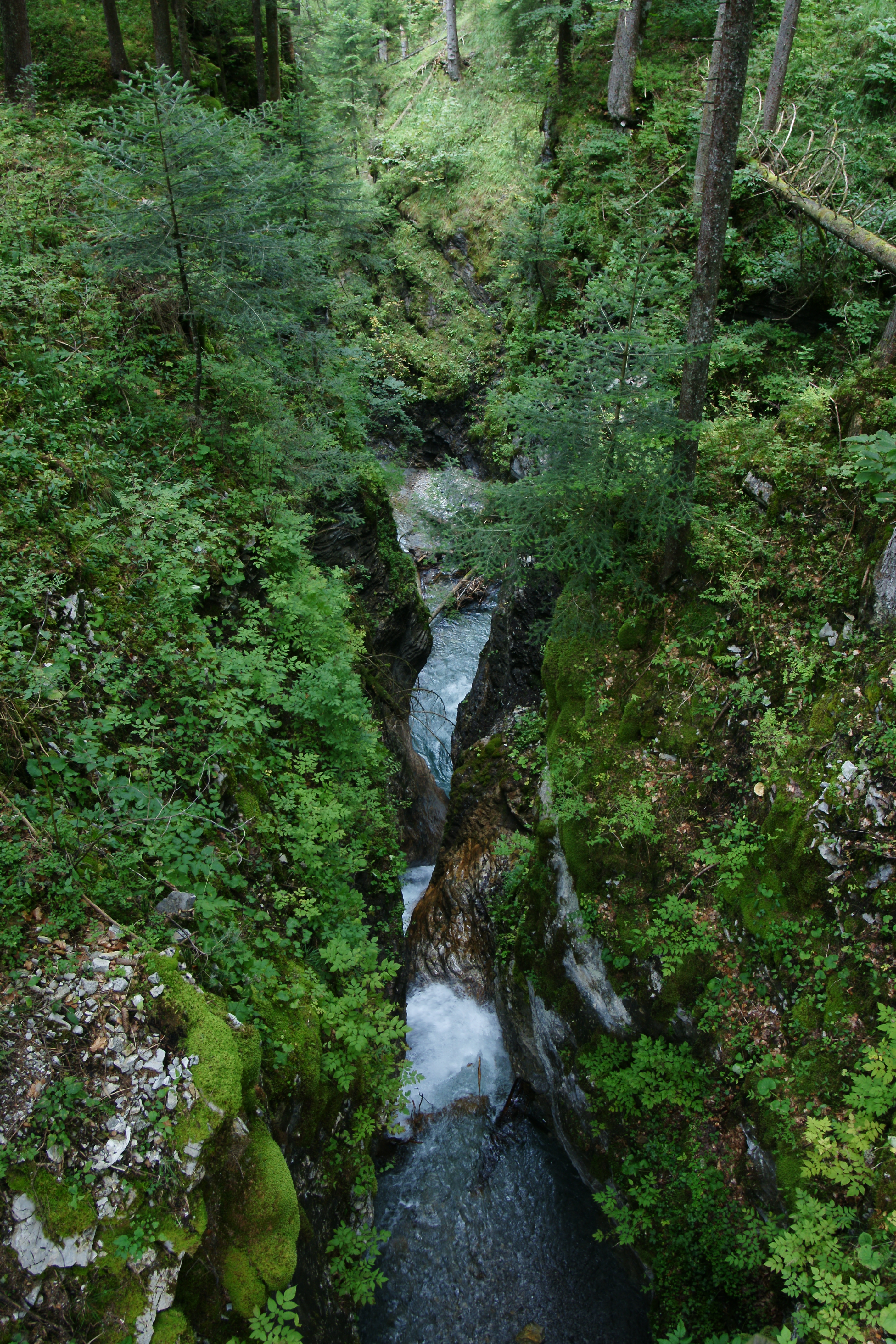
Ручей Марульбах

По расположению Долина Гросс-Вальзерталь относится к Северным известняковым альпам. Самые высокие горы-двухтысячники Гросс-Вальзерталь: Роте-Ванд, Браченкопф, Мистхауфен, Цитерклапфен и Гамсфрайхайт. Тип долины — V-образная. Длина — 25 км.

## Население
На территории долины Гросс-Вальзерталь, площадь которой составляет около 200 км, расположены поселения 6 сельских общин (муниципалитетов): Тюринегерберг, Сент-Герольд, Блонс, Зоннтаг, Фонтанелла и Раггаль.

## Биосферный заповедник Гросс-Вальзерталь
Гросс-Вальзерталь признан ЮНЕСКО как биосферный заповедник. По программе ЮНЕСКО «Человек и биосфера» он является биосферным резерватом на муниципальной основе. Сотрудники заповедника ежегодно проводят цикл образовательных и экологических мероприятий «Wilden Walser Wege» (рус.  Дикие пути Вальзера) в контексте летней программы биосферного заповедника Гросс-Вальзерталь.

## Культура
С 2004 года в долине проводится фестиваль Walserherbst (рус. Вальзерская осень). Фестиваль проводится каждые два года. Программа фестиваля включает современную литературу, кино, музыку, театр, выставки и семинары. Слоган фестиваля «открытость к новым идеям через радость встречи с людьми». Этот слоган был выбран потому, что культурный обмен всегда был определяющим компонентом проживающей в долине этнической группы, которая иммигрировала из Вале несколько веков назад.